# Christ (Familienname)
Christ ist ein Familienname.

## Variante
- Krist

## Namensträger

### A
- Adam Christ (1856–1881), deutscher Bildhauer
- Adolf Christ (1807–1877), Schweizer Jurist und Politiker
- Adolf Illchmann-Christ (1914–1960), österreichisch-deutscher Gerichtsmediziner und Hochschullehrer
- Albert Christ-Janer (1910–1973), US-amerikanischer Maler und Grafiker
- Alexander Christ (* 1957), österreichischer Altphilologe
- Alfred Christ (1865–1928), Schweizer Arzt und Sanatoriumsgründer
- Aloys Christ (1910–1998), deutscher römisch-katholischer Geistlicher und Provinzial der Kölner Ordensprovinz der Redemptoristen
- Andreas Christ (* 1981), deutscher Schauspieler
- Angela Christ (* 1989), niederländische Fußballtorhüterin
- Anton Christ (1800–1880), deutscher Jurist und Politiker
- August Christ (Verleger) (1889–nach 1963), deutscher Gründer und Hauptschriftleiter der Zeitschrift Automobil-Revue
- August Christ (Maler) (1903–1943), deutscher Maler
- Augustin Theodor Christ (1856–1932), österreichischer Klassischer Philologe

### B
- Barbara Christ (* 1962), deutsche Übersetzerin
- Bernd Christ (1943–2014), deutscher Heimatforscher
- Bernhard Christ (* 1942), Schweizer Anwalt, Politiker und Präsident des Stiftungsrates der Karl-Barth-Stiftung
- Bodo Christ (1941–2016), deutscher Mediziner

### C
- Carl Christ (1923–2017), US-amerikanischer Wirtschaftswissenschaftler und Hochschullehrer
- Chenoa Christ (* 2000), deutsche Beachvolleyballspielerin
- Christin Christ (* 1989), deutsche Politikerin (CDU), MdHB
- Christine Christ-von Wedel (* 1948), deutsch-schweizerische Historikerin

### D
- Dorothea Christ (1921–2009), Schweizer Kunsthistorikerin, Kunstkritikerin und Autorin

### E
- Eduard Christ (1885–1965), deutscher Bankmanager
- Eloi Christ (* 2002), deutscher Filmschauspieler
- Emanuel Christ (Endokrinologe) (* 1961), Schweizer Endokrinologe
- Emanuel Christ (Architekt) (* 1970), Schweizer Architekt
- Ernst Christ (1953–2016), deutscher Journalist und Fernsehmoderator

### F
- F. Michael Christ (* 1955), US-amerikanischer Mathematiker
- Friedrich Christ (* 1954), deutscher Kaufmann und Aufsichtsratsvorsitzender
- Fritz Christ (1866–1906), deutscher Bildhauer, Medailleur und Alpinist

### G
- Georg Müller-Christ (* 1963), deutscher Wirtschaftswissenschaftler
- Gerlinde Manz-Christ (* 1960), österreichische Diplomatin
- Gisela Christ (1943–2015), deutsche Theaterleiterin
- Gottlieb Paul Christ (1707–1786), deutscher Geschichtsschreiber, Regierungsrat, Lehrer und Bibliothekar
- Grégory Christ (* 1982), französischer Fußballspieler
- Günter Christ (1929–2018), deutscher Historiker und Hochschullehrer
- Gustav Christ (1845–1918), badischer Jurist und Heimatgeschichtler

### H
- Hans Christ (Kunsthistoriker) (1884–1978), deutscher Kunsthistoriker und Hochschullehrer
- Hans Christ (Schriftsteller, 1914) (1914–1985), deutscher Dichter, Schriftsteller und Vertriebenenfunktionär
- Hans Christ (Schriftsteller, 1958) (* 1958), österreichischer Tierarzt und Schriftsteller
- Hans D. Christ (* 1963), deutscher Ausstellungskurator
- Hans-Jürgen Christ (* 1955), deutscher Materialwissenschaftler und Hochschullehrer
- Harald Christ (* 1972), deutscher Manager
- Herbert Christ (Mediziner) (1919–1996), österreichischer Mediziner
- Herbert Christ (Romanist) (1929–2011), deutscher Romanist und Fremdsprachendidaktiker
- Herbert Christ (Politiker) (* 1941), deutscher Politiker (FDP)
- Herbert Christ (Musiker) (* 1942), deutscher Jazzmusiker
- Hermann Christ (1833–1933), Schweizer Jurist und Botaniker
- Hieronymus Christ (1729–1806), Schweizer Jurist und Politiker
- Hildegard Christ (1919–2023), deutsche Malerin und Illustratorin
- Hubertus Christ (1936–2016), deutscher Ingenieur und Manager

### I
- Irene Christ (* 1966), deutsche Schauspielerin, Regisseurin und Schauspieldozentin

### J
- Jakob Christ (Komponist) (1895–1974), deutscher Komponist und Verleger
- Jakob Christ (Mediziner) (Jakob Remigius Christ; 1926–2008), Schweizer Psychiater
- Jan Christ (1934–2025), deutscher Schriftsteller
- Jerzy Christ (* 1958), polnischer Eishockeyspieler
- Johann Alexander Christ (1648–1707), deutscher Jurist und Bürgermeister von Leipzig
- Johann Friedrich Christ (1701–1756), deutscher Archäologe und Kunstwissenschaftler
- Johann Gottlob Christ (1722–1799), deutscher Geistlicher und Lieddichter
- Johann Ludwig Christ (1739–1813), deutscher Pomologe und Insektenkundler
- Johann Theobald Christ (1777–1841), deutscher Arzt und Mäzen
- Johannes Christ (1855–1902), deutscher Offizier
- Johannes Franciscus Christ (1790–1845), niederländischer Landschaftsmaler, Radierer und Aquarellist
- Josef Christ (Mediziner) (1871–1948), deutscher Mediziner
- Josef Christ (Bildhauer) (1917–1995), deutscher Bildhauer
- Josef Christ (Fußballspieler) (* 1939), deutscher Fußballspieler
- Josef Christ (Jurist) (* 1956), deutscher Jurist und Richter
- Josef Christ von Ehrenblüh (1770–1841), österreichischer Offizier
- Joseph Christ (Maler) (1731–1788), deutscher Maler
- Joseph Anton Christ (1744–1823), österreichischer Schauspieler
- Joseph Anton Christ (1800–1880), deutscher Jurist und Politiker, siehe Anton Christ
- Julius Christ (* 1999), deutscher Ruderer

### K
- Kali Christ (* 1991), kanadische Eisschnellläuferin
- Karl Christ (Heimatforscher) (1841–1927), deutscher Heimatforscher
- Karl Christ (Bibliothekar) (1878–1943), deutscher Bibliothekar, Romanist und Philologe
- Karl Christ (1923–2008), deutscher Althistoriker
- Katja Christ (* 1972), Schweizer Politikerin
- Kurt Christ (* 1955), deutscher Philosoph, Autor und Sänger

### L
- Lena Christ (1881–1920), deutsche Schriftstellerin
- Liesel Christ (1919–1996), deutsche Schauspielerin
- Lisa Christ (* 1991), Schweizer Slam-Poetin und Autorin
- Ludwig Christ (Schriftsteller) (1791–1876), Schweizer Jurist, Militär und Schriftsteller
- Ludwig Christ (Politiker, 1847) (1847–1920), österreichischer Kaufmann und Abgeordneter zum Österreichischen Abgeordnetenhaus
- Ludwig Christ (Politiker, 1900) (1900–1938), deutscher Politiker (NSDAP) und Oberbürgermeister der Stadt Trier
- Lukas Christ (1881–1958), Schweizer evangelischer Theologe
- Lydia Isler-Christ (* 1964), Schweizer Apothekerin und Politikerin (LDP)

### M
- Manfred Christ (1940–2020), deutscher Politiker (CSU)
- Marco Christ (* 1980), deutscher Fußballspieler
- Martin Alfred Christ (1900–1979), Schweizer Maler, Zeichner, Grafiker und Kunstpädagoge
- Michael Christ (* 1989), deutscher Eishockeyspieler
- Michaela Christ (* 1966), deutsche Sängerin

### N
- Nico Christ (* 1981), deutscher Tischtennisspieler
- Norman Christ (* 1943), US-amerikanischer Physiker

### O
- Oliver Christ (Wirtschaftswissenschaftler) (* 1970), Wirtschaftswissenschaftler und Hochschullehrer
- Oliver Christ (Psychologe), deutscher Psychologe und Hochschullehrer
- Oskar Christ (1912–nach 1966), deutscher SS-Hauptsturmführer und Polizeibataillon-Kommandeur
- Otto Christ (Geistlicher) (1894–1985), deutscher evangelischer Pfarrer und Heimatforscher

### P
- Paul Christ (1836–1908), Schweizer Pfarrer und Theologe
- Peter Christ (* 1948), deutscher Journalist
- Philipp Christ (Politiker, 1839) (Philipp Christ II.; 1839–1913), deutscher Politiker (DFP), MdL Hessen
- Philipp Christ (Politiker, 1867) (1867–1947), deutscher Politiker (Bauernpartei, DNVP), MdR
- Philipp Joseph Christ (1773–1861), badischer Amtmann

### R
- Renate Christ (* 1953), österreichische Biologin
- Richard Christ (1931–2013), deutscher Schriftsteller und Publizist
- Robert Balthasar Christ (Pseudonyme Fridolin, Glopfgaischt; 1904–1982), Schweizer Journalist und Schriftsteller
- Rolf Christ (* 1956), deutsch-US-amerikanischer Unternehmer
- Rudi Christ (1930–2018), deutscher Bildhauer und Leistungssportler
- Rudolf Christ (Architekt) (1895–1975), Schweizer Architekt
- Rudolf Christ (Sänger) (1916–1982), österreichischer Sänger (Tenor)

### S
- Sabine Christ (* 1968), deutsche Fotografin, Techno-DJ und ehemalige Fernsehmoderatorin, siehe Sabine Bannard
- Sarah Christ (* 1980), deutsch-australische Harfenistin
- Sebastian Christ (Schauspieler) (* um 1977), deutscher Schauspieler
- Sebastian Christ (Journalist) (* 1981), deutscher Journalist und Autor
- Sonja Christ (* 1984), deutsche Weinkönigin
- Stephan Christ (* 1991), deutscher Politiker (Bündnis 90/Die Grünen)
- Sven Christ (* 1973), Schweizer Fußballspieler

### T
- Theo Christ (1915–2016), Schweizer Unternehmer und Firmengründer
- Theodor Christ (1900–?), deutscher Bildhauer
- Thomas Christ (* 1974), deutscher Musicaldarsteller
- Tobias Christ (* 1976), deutscher Fußballschiedsrichter

### W
- Waldemar Christ (1855–1921), deutscher Generalmajor
- Walter Christ (1917–nach 1982), deutscher Lebensmitteltechnologe, Milchwissenschaftler und Hochschullehrer
- Werner Christ (* 1929), deutscher Unternehmer und Firmengründer
- Wilhelm von Christ (1831–1906), deutscher Altphilologe
- Wilhelm Christ (Kaufmann) (1876–1955), deutscher Kaufmann und Ehrenbürger der Stadt Mainz
- Wilhelm Christ-Iselin (1853–1926), Schweizer Industrieller und Autor
- Wolfgang Christ (* 1951), deutscher Architekt und Stadtplaner
- Wolfram Christ (Musiker) (* 1955), deutscher Bratschist und Dirigent
- Wolfram Christ (Regisseur) (* 1963), deutscher Filmemacher und Buchautor

### Y
- Yvan Christ (1920–1998), französischer Kunsthistoriker